# Корнуолл, Джон, барон Фэнхоуп
Джон Корнуолл (англ. John Cornewall; не позже середины 1370-х — 11 декабря 1443) — английский рыцарь, первый и единственный барон Фэнхоуп с 1432 года, кавалер ордена Подвязки. Участвовал в Столетней войне, сражался с Оуайном Глиндуром в Уэльсе. Был женат на Елизавете Ланкастерской (сестре короля Генриха IV); благодаря этому браку, победам на турнирах и выкупу за пленников расширил свои владения. Сэр Джон пережил своих детей, так что баронский титул после его смерти исчез.

## Биография
Джон Корнуолл принадлежал к младшей ветви рыцарского рода, владевшего землями в Валлийской марке. Он был сыном и наследником сэра Джона Корнуолла, третьего сына сэра Джеффри Корнуолла из Берфорда в Шропшире, а матерью Джона-младшего источники называют племянницу герцога Бретонского Жана V (без указания имени). Дата рождения Джона неизвестна. Учитывая, что к 1396 году он уже был посвящён в рыцари, историки датируют его появление на свет самое позднее серединой 1370-х годов. Произошло это на борту корабля, плывшего в Англию из Бретани.
Корнуолл не мог рассчитывать на большое наследство, а потому ему пришлось пойти на королевскую службу. В 1396 году сэр Джон (дата его посвящения в рыцари неизвестна тоже) был в составе свиты Ричарда II, отправившегося во Францию для встречи с Карлом VI, в 1399 году участвовал во втором ирландском походе короля. За службу он получил от Ричарда ежегодный пенсион в 190 марок. Доход Корнуолла ещё больше увеличился благодаря выгодной женитьбе на Филиппе Арундел — дочери сэра Эдмунда Арундела и вдове Ричарда Серджо; сэр Джон получил приданое супруги (земли в графстве Корнуолл) и опеку над малолетним наследником Серджо.
В 1399 году Ричард II был свергнут Генри Болингброком, который стал королём под именем Генриха IV. На положении сэра Джона это не отразилось: с семьёй Болингброка у него были хорошие отношения (известно, в частности, что отец нового короля Джон Гонт, умерший в начале 1399 года, в своё время пожаловал Корнуоллу пенсион в 40 марок). Супруга сэра Джона умерла в сентябре 1399 года, так что он потерял её приданое и опеку над землями Серджо. Однако уже в июне 1400 года на турнире в Йорке Корнуолл привлёк к себе внимание сестры короля Елизаветы Ланкастерской — вдовы Джона Холланда, 1-го герцога Эксетера. Генрих IV одобрил этот брак, и в результате небогатый рыцарь стал королевским зятем. Для него это стало огромной удачей: его жена получила от короля ежегодный пенсион в тысячу марок, а в 1404 году супруги получили в приданое часть земель первого мужа Елизаветы, прежде конфискованных. В 1409 году Корнуоллу были гарантированы 400 марок в год на случай, если он переживёт жену.
В 1402 и 1407 годах сэр Джон заседал в парламенте как рыцарь от графства Шропшир. Он участвовал в боевых действиях на шотландской границе и в подавлении восстания Оуайна Глиндура в Уэльсе, и за его военные заслуги Генрих IV сделал зятя кавалером ордена Подвязки. В 1412 году сэр Джон воевал во Франции под началом герцога Кларенса. В 1415 году он сражался при Азенкуре, где взял в плен графа Вандомского, в 1418—1419 годах был одним из командиров английской армии при завоевании Нормандии. В 1421 году, когда во время осады Мо погиб его единственный сын, Корнуолл решил покончить с военной службой.
В 1425 году умерла и вторая жена Корнуолла. Сэр Джон потерял её пенсион, но всё равно остался богатым человеком: он получил много денег благодаря захваченным во Франции знатным пленникам и победам на турнирах. На эти средства он купил ряд имений в Англии, главным образом в Бедфордшире, где был построен большой замок Амптхилл. В 1432 году Корнуолл получил титул барона Фэнхоупа (от названия имения в Херефордшире, купленного им у Чендосов). Незадолго до смерти он враждовал с Реджинальдом Греем, 3-м бароном Греем из Ратина, из-за контроля над судебной администрацией в Бедфордшире. Этот конфликт привёл к вооружённому противостоянию, в ходе которого погибли 18 человек.
Сэр Джон умер 11 декабря 1443 года. Его похоронили в основанной им же часовне в Лондоне.

## Семья
У Джона Корнуолла было двое детей от второй жены:
- Констанция Корнуолл (умерла в 1429), жена Джона Фицалана, 14-го графа Арундела[4][5];
- Джон Корнуолл (около 1404—1421)[2].

И сын, и дочь умерли раньше отца, так что после смерти Корнуолла титул барона Фэнхоупа исчез, а земли отошли короне. Сэр Джон оставил двух внебрачных сыновей, которым завещал 800 марок.